# Kostel svatého Jakuba Staršího (Moravská Nová Ves)
Kostel svatého Jakuba Staršího je římskokatolický chrám v Moravské Nové Vsi v okrese Břeclav. Jde o farní kostel římskokatolické farnosti Moravská Nová Ves. Je chráněn jako kulturní památka České republiky.

## Historie

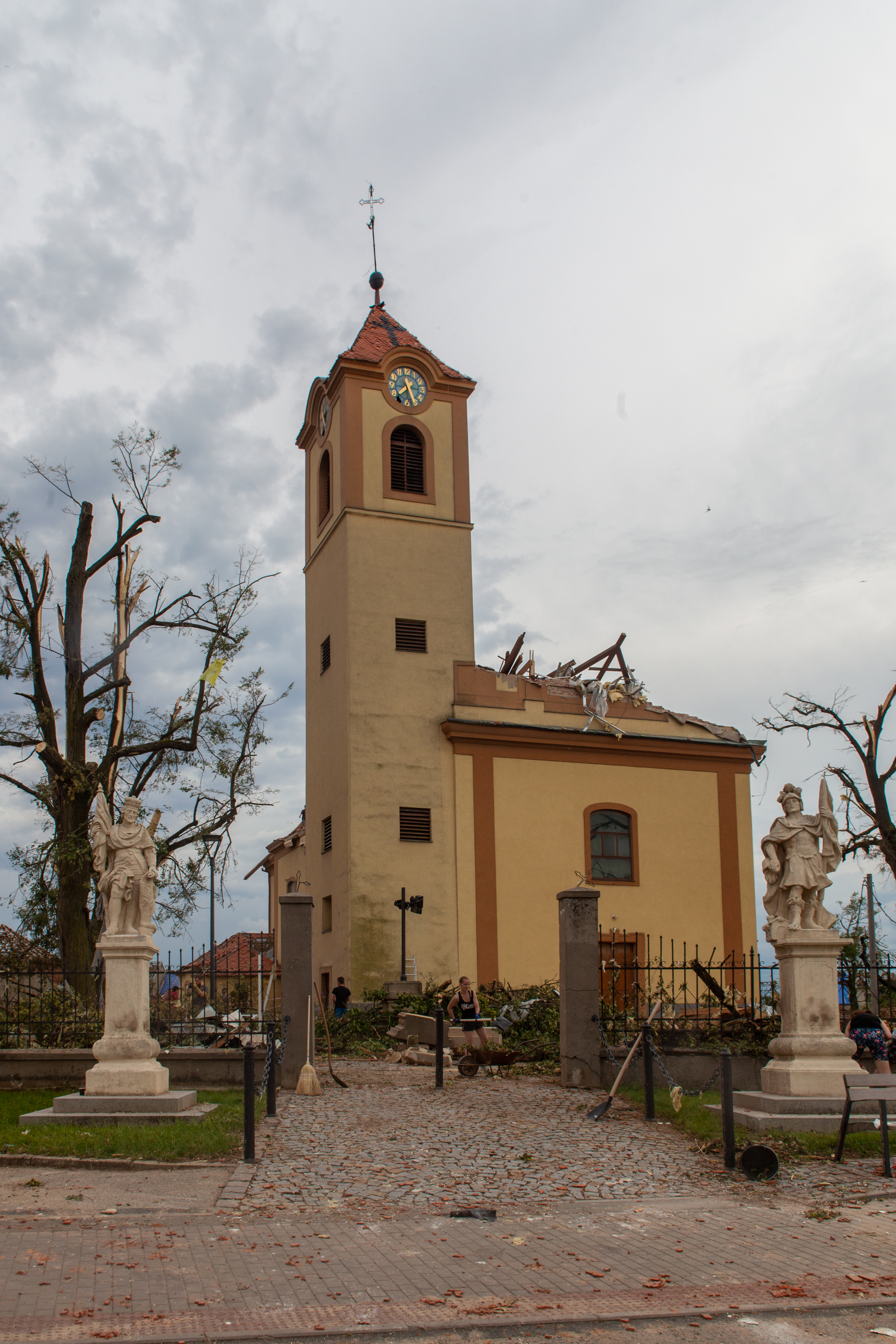
Kostel den po tornádu, 25. června 2021

Moravská Nová Ves byla založena ve druhé polovině 13. století cisterciáky z nedalekého Velehradu.
Současný kostel byl postaven v roce 1773 na místě staršího gotického kostela stejného zasvěcení, který byl zbořen o tři roky dříve. Stavbu z větší části hradil majitel břeclavského panství Josef Václav z Lichtenštejna. Hlavní oltář Jakuba Staršího pochází z roku 1780. Roku 1785 byly pořízeny dva boční oltáře – Neposkvrněného početí Panny Marie s postranními sochami sv. Rozálie a sv. Barbory a oltář sv. Josefa se sochami sv. Vendelína a sv. Isidora jako patrony zemědělců. Křtitelnice je se sousoším křtu Páně a sv. Jana Křtitele, na kazatelně je zase vyobrazeno Desatero s andělem, který troubí k Poslednímu soudu. Kostel vysvětil brněnský biskup Vincenc Josef ze Schrattenbachu 2. května 1807. V roce 1894 byla pořízena křížová cesta.

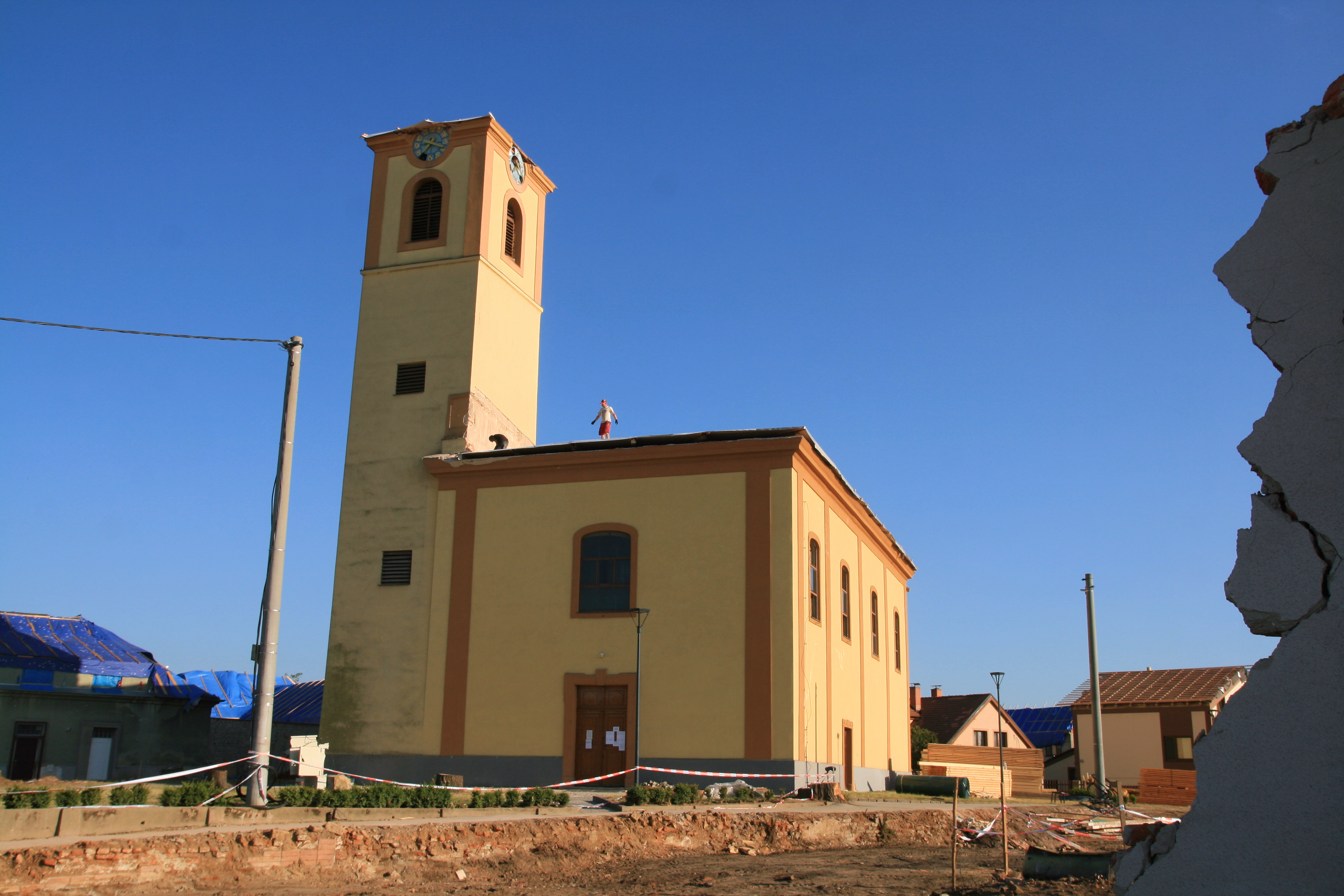
Kostel šest dní po tornádu 6. července 2021

Dne 24. června 2021 byla střecha kostela i s krovy téměř celá zničena tornádem, které se ve večerních až nočních hodinách obcí prohnalo. Střecha zůstala jen na věži, částečně nad presbytářem, a téměř všechna okna jsou vybitá či poškozena.  Kříž na věži se naklonil, ale nespadl. Na věžních hodinách, rovněž poničených silným větrem, zůstal čas 19:27, tedy čas, kdy tornádo v obci udeřilo nejvíce. V té době probíhající mše byla ukončena a všichni v kostele přítomní se postupně evakuovali. Nikomu se nic nestalo.

## Popis
Jedná se o jednolodní obdélníkový kostel s půlkruhově zakončeným kněžištěm, jenž byl vystavěn neorientovaně v ose sever – jih.  Na východní straně kostela ke kostelu přiléhá čtyřboká sakristie. V úrovni vstupního průčelí stojí hranolovitá věž. Kněžiště i kostelní loď jsou zaklenuty valeně se sníženými čely. Parapet hudební kruchty nese pilířovité arkády.